# Lista jocurilor video pentru Nintendo 64
Aceasta este o lista completă a celor 396 de jocuri video pentru Nintendo 64 organizată  alfabetic după numele titlului în limba engleză. Din cele 396 de titluri, 88 au fost exclusive pentru Japonia, 42 pentru SUA și două pentru Europa. 

## 0-9
| Nume                                                | An   | Dezvoltator | Editor    | Lansat în regiunile                                      |
| --------------------------------------------------- | ---- | ----------- | --------- | -------------------------------------------------------- |
| 1080° Snowboarding                                  | 1998 | Nintendo    | Nintendo  | Japonia · Statele Unite ale Americii · Uniunea Europeană |
| 64 de Hakken! Tamagotchi Minna de Tamagotchi World  | 1997 | Bandai      | Bandai    | Japonia                                                  |
| 64 Hanafuda: Tenshi no Yakusoku                     | 1999 | Altron      | Altron    | Japonia                                                  |
| 64 Ozumo                                            | 1997 | Bottom Up   | Bottom Up | Japonia                                                  |
| 64 Ozumo 2                                          | 1999 | Bottom Up   | Bottom Up | Japonia                                                  |
| 64 Trump Collection: Alice no Waku Waku Trump World | 1998 | Bottom Up   | Bottom Up | Japonia                                                  |

## A
| Nume                                                                             | An   | Dezvoltator                 | Editor              | Lansat în regiunile                                      |
| -------------------------------------------------------------------------------- | ---- | --------------------------- | ------------------- | -------------------------------------------------------- |
| AeroFighters Assault                                                             | 1997 | Paradigm Entertainment      | Video System        | Japonia · Statele Unite ale Americii · Uniunea Europeană |
| AeroGauge                                                                        | 1997 | Pacific Coast Power & Light | ASCII Entertainment | Japonia · Statele Unite ale Americii · Uniunea Europeană |
| AI Shogi 3                                                                       | 1998 | I4                          | I4                  | Japonia                                                  |
| Aidyn Chronicles: The First Mage                                                 | 2001 | H2O Interactive             | THQ                 | Statele Unite ale Americii · Uniunea Europeană           |
| Air Boarder 64                                                                   | 1998 | Human Entertainment         | Human Entertainment | Japonia · Uniunea Europeană                              |
| All-Star Baseball '99                                                            | 1998 | Acclaim                     | Acclaim             | Statele Unite ale Americii · Uniunea Europeană           |
| All-Star Baseball 2000                                                           | 1999 | Acclaim                     | Acclaim             | Statele Unite ale Americii · Uniunea Europeană           |
| All-Star Baseball 2001                                                           | 2000 | Acclaim                     | Acclaim             | Statele Unite ale Americii                               |
| All Star Tennis '99                                                              | 1999 | Smart Dog                   | Ubisoft             | Statele Unite ale Americii · Uniunea Europeană           |
| Arcade's Greatest Hits 1 Midway's Greatest Arcade Hits Volume 1 in North America | 2000 | Digital Eclipse             | Midway              | Statele Unite ale Americii · Uniunea Europeană           |
| Armorines: Project S.W.A.R.M.                                                    | 1999 | Acclaim                     | Acclaim             | Statele Unite ale Americii · Uniunea Europeană           |
| Army Men: Air Combat                                                             | 2000 | 3DO                         | 3DO                 | Statele Unite ale Americii                               |
| Army Men: Sarge's Heroes                                                         | 1999 | 3DO                         | 3DO                 | Statele Unite ale Americii · Uniunea Europeană           |
| Army Men: Sarge's Heroes 2                                                       | 2000 | 3DO                         | 3DO                 | Statele Unite ale Americii                               |
| Asteroids Hyper 64                                                               | 1999 | Syrox Development           | Crave Entertainment | Statele Unite ale Americii · Uniunea Europeană           |
| Automobili Lamborghini                                                           | 1997 | Titus Software              | Titus Software      | Japonia · Statele Unite ale Americii · Uniunea Europeană |

## B
| Nume                                                                                   | An   | Dezvoltator             | Editor                | Lansat în regiunile                                      |
| -------------------------------------------------------------------------------------- | ---- | ----------------------- | --------------------- | -------------------------------------------------------- |
| Bakuretsu Muteki Bangai-O                                                              | 1999 | Treasure                | ESP                   | Japonia                                                  |
| Bakushou Jinsei 64: Mezase! Resort O                                                   | 1998 | Taito                   | Taito                 | Japonia                                                  |
| Banjo-Kazooie                                                                          | 1998 | Rare                    | Nintendo              | Japonia · Statele Unite ale Americii · Uniunea Europeană |
| Banjo-Tooie                                                                            | 2000 | Rare                    | Nintendo              | Japonia · Statele Unite ale Americii · Uniunea Europeană |
| Bass Masters 2000                                                                      | 1999 | Mass Media              | THQ                   | Statele Unite ale Americii                               |
| Bass Rush: ECOGEAR Powerworm Championship                                              | 2000 | Visco Corporation       | Visco Corporation     | Japonia                                                  |
| Batman Beyond: Return of the Joker Batman of the Future: Return of the Joker în Europa | 2000 | Kemco                   | Ubisoft               | Statele Unite ale Americii · Uniunea Europeană           |
| BattleTanx                                                                             | 1998 | 3DO                     | 3DO                   | Statele Unite ale Americii                               |
| BattleTanx: Global Assault                                                             | 1999 | 3DO                     | 3DO                   | Statele Unite ale Americii · Uniunea Europeană           |
| Battlezone: Rise of the Black Dogs                                                     | 2000 | Climax Entertainment    | Crave Entertainment   | Statele Unite ale Americii · Uniunea Europeană           |
| Beetle Adventure Racing HSV Adventure Racing in Australia                              | 1999 | Paradigm Entertainment  | Electronic Arts       | Japonia · Statele Unite ale Americii · Uniunea Europeană |
| Big Mountain 2000                                                                      | 2000 | Imagineer               | SouthPeak Interactive | Japonia · Statele Unite ale Americii                     |
| Bio F.R.E.A.K.S.                                                                       | 1998 | Saffire                 | Midway                | Statele Unite ale Americii · Uniunea Europeană           |
| Blast Corps                                                                            | 1997 | Rare                    | Nintendo              | Japonia · Statele Unite ale Americii · Uniunea Europeană |
| Blues Brothers 2000                                                                    | 2000 | Player 1                | Titus Software        | Statele Unite ale Americii · Uniunea Europeană           |
| Body Harvest                                                                           | 1998 | DMA Design              | Midway                | Statele Unite ale Americii · Uniunea Europeană           |
| Bomberman 64                                                                           | 1997 | Hudson Soft             | Nintendo              | Japonia · Statele Unite ale Americii · Uniunea Europeană |
| Bomberman 64                                                                           | 2001 | Racjin Co.              | Hudson Soft           | Japonia                                                  |
| Bomberman 64: The Second Attack                                                        | 1999 | Hudson Soft             | Vatical Entertainment | Japonia · Statele Unite ale Americii                     |
| Bomberman Hero                                                                         | 1999 | Hudson Soft             | Nintendo              | Japonia · Statele Unite ale Americii · Uniunea Europeană |
| Bottom of the 9th                                                                      | 1999 | Konami                  | Konami                | Statele Unite ale Americii                               |
| Brunswick Circuit Pro Bowling                                                          | 1999 | Point of View           | THQ                   | Statele Unite ale Americii                               |
| Buck Bumble                                                                            | 1998 | Argonaut Games          | Ubisoft               | Japonia · Statele Unite ale Americii · Uniunea Europeană |
| A Bug's Life                                                                           | 1999 | Traveller's Tales       | Activision            | Statele Unite ale Americii · Uniunea Europeană           |
| Bust-A-Move '99 Bust-A-Move 3 DX în Europa                                             | 1999 | Distinctive Development | Acclaim               | Japonia · Statele Unite ale Americii · Uniunea Europeană |
| Bust-A-Move 2: Arcade Edition                                                          | 1998 | Taito                   | Taito                 | Japonia · Statele Unite ale Americii · Uniunea Europeană |

## C
| Nume                                     | An   | Dezvoltator         | Editor             | Lansat în regiunile                                      |
| ---------------------------------------- | ---- | ------------------- | ------------------ | -------------------------------------------------------- |
| California Speed                         | 1999 | Atari Games         | Midway             | Statele Unite ale Americii                               |
| Carmageddon 64                           | 2000 | SCi                 | Titus Software     | Statele Unite ale Americii · Uniunea Europeană           |
| Castlevania                              | 1999 | Konami              | Konami             | Japonia · Statele Unite ale Americii · Uniunea Europeană |
| Castlevania: Legacy of Darkness          | 1999 | Konami              | Konami             | Japonia · Statele Unite ale Americii · Uniunea Europeană |
| Centre Court Tennis                      | 1998 | Hudson Soft         | BigBen Interactive | Japonia · Uniunea Europeană                              |
| Chameleon Twist                          | 1997 | Japan System Supply | Sunsoft            | Japonia · Statele Unite ale Americii · Uniunea Europeană |
| Chameleon Twist 2                        | 1999 | Japan System Supply | Sunsoft            | Japonia · Statele Unite ale Americii · Uniunea Europeană |
| Charlie Blast's Territory                | 1999 | Realtime Associates | Kemco              | Statele Unite ale Americii · Uniunea Europeană           |
| Chopper Attack                           | 1998 | SETA                | Midway             | Japonia · Statele Unite ale Americii · Uniunea Europeană |
| Choro Q 64 2: Hachamecha Grand Prix Race | 1999 | Locomotive Games    | Takara             | Japonia                                                  |
| Chokukan Night Pro Yakyu King            | 1996 | Genki               | Imagineer          | Japonia                                                  |
| Chokukan Night Pro Yakyu King 2          | 1999 | Genki               | Imagineer          | Japonia                                                  |
| ClayFighter 63 1/3                       | 1997 | Interplay           | Interplay          | Statele Unite ale Americii · Uniunea Europeană           |
| ClayFighter 63 1/3 Sculptor's Cut        | 1998 | Interplay           | Interplay          | Statele Unite ale Americii                               |
| Command & Conquer                        | 1999 | Westwood Studios    | Nintendo           | Statele Unite ale Americii · Uniunea Europeană           |
| Conker's Bad Fur Day                     | 2001 | Rare                | THQ                | Statele Unite ale Americii · Uniunea Europeană           |
| Cruis'n Exotica                          | 2000 | Gratuitous Games    | Midway             | Statele Unite ale Americii                               |
| Cruis'n USA                              | 1996 | Midway              | Midway             | Statele Unite ale Americii · Uniunea Europeană           |
| Cruis'n World                            | 1998 | Midway              | Midway             | Statele Unite ale Americii · Uniunea Europeană           |
| Custom Robo                              | 1999 | NOISE               | Nintendo           | Japonia                                                  |
| Custom Robo V2                           | 2000 | NOISE               | Nintendo           | Japonia                                                  |
| CyberTiger                               | 2000 | Saffire             | Electronic Arts    | Statele Unite ale Americii · Uniunea Europeană           |

## D
| Nume                                                                      | An   | Dezvoltator            | Editor         | Lansat în regiunile                                      |
| ------------------------------------------------------------------------- | ---- | ---------------------- | -------------- | -------------------------------------------------------- |
| Daikatana                                                                 | 2000 | Kemco                  | Kemco          | Japonia · Statele Unite ale Americii · Uniunea Europeană |
| Dance Dance Revolution: Disney Dancing Museum                             | 2000 | Konami                 | Konami         | Japonia                                                  |
| Dark Rift                                                                 | 1997 | Kronos                 | VIC Tokai      | Japonia · Statele Unite ale Americii · Uniunea Europeană |
| Deadly Arts G.A.S.P!!: Fighter's NEXTream în Europa și Japonia            | 1998 | Konami                 | Konami         | Japonia · Statele Unite ale Americii · Uniunea Europeană |
| Densha de Go! 64                                                          | 1999 | Taito                  | Taito          | Japonia                                                  |
| Derby Stallion 64                                                         | 1999 | Parity Bit             | Media Factory  | Japonia                                                  |
| Destruction Derby 64                                                      | 1999 | Looking Glass Studios  | THQ            | Statele Unite ale Americii · Uniunea Europeană           |
| Dezaemon 3D                                                               | 1998 | Athena                 | Athena         | Japonia                                                  |
| Diddy Kong Racing                                                         | 1997 | Rare                   | Nintendo       | Japonia · Statele Unite ale Americii · Uniunea Europeană |
| Disney's Donald Duck: Goin' Quackers Donald Duck's Quack Attack în Europa | 2000 | Ubisoft                | Ubisoft        | Statele Unite ale Americii · Uniunea Europeană           |
| Disney's Tarzan                                                           | 2000 | Eurocom                | Activision     | Statele Unite ale Americii · Uniunea Europeană           |
| Dobutsu no Mori                                                           | 2001 | Nintendo               | Nintendo       | Japonia                                                  |
| Donkey Kong 64                                                            | 1999 | Rare                   | Nintendo       | Japonia · Statele Unite ale Americii · Uniunea Europeană |
| Doom 64                                                                   | 1997 | Midway                 | Midway         | Japonia · Statele Unite ale Americii · Uniunea Europeană |
| Doraemon: Nobita to 3-tsu no Seirei Ishi                                  | 1997 | Epoch                  | Epoch          | Japonia                                                  |
| Doraemon 2: Nobita to Hikari no Shinden                                   | 1998 | Epoch                  | Epoch          | Japonia                                                  |
| Doraemon 3: Nobi Dai no Machi SOS!                                        | 2000 | Epoch                  | Epoch          | Japonia                                                  |
| Dr. Mario 64                                                              | 2001 | Nintendo               | Nintendo       | Statele Unite ale Americii                               |
| Dual Heroes                                                               | 1998 | Hudson Soft            | Electro Brain  | Japonia · Statele Unite ale Americii · Uniunea Europeană |
| Duck Dodgers Starring Daffy Duck                                          | 2000 | Paradigm Entertainment | Atari Games    | Statele Unite ale Americii · Uniunea Europeană           |
| Duke Nukem 64                                                             | 1997 | Eurocom                | GT Interactive | Statele Unite ale Americii · Uniunea Europeană           |
| Duke Nukem: Zero Hour                                                     | 1999 | Eurocom                | GT Interactive | Statele Unite ale Americii · Uniunea Europeană           |

## E
| Nume                    | An   | Dezvoltator            | Editor         | Lansat în regiunile                                      |
| ----------------------- | ---- | ---------------------- | -------------- | -------------------------------------------------------- |
| Earthworm Jim 3D        | 1999 | VIS Entertainment      | Rockstar Games | Statele Unite ale Americii · Uniunea Europeană           |
| ECW Hardcore Revolution | 2000 | Acclaim                | Acclaim        | Statele Unite ale Americii · Uniunea Europeană           |
| Eiko no Saint Andrews   | 1996 | SETA                   | SETA           | Japonia                                                  |
| Elmo's Letter Adventure | 1999 | Realtime Associates    | NewKidCo       | Statele Unite ale Americii                               |
| Elmo's Number Journey   | 1999 | Realtime Associates    | NewKidCo       | Statele Unite ale Americii                               |
| Excitebike 64           | 2000 | Left Field Productions | Nintendo       | Japonia · Statele Unite ale Americii · Uniunea Europeană |
| Extreme-G               | 1997 | Probe Entertainment    | Acclaim        | Statele Unite ale Americii · Uniunea Europeană           |
| Extreme-G 2             | 1998 | Probe Entertainment    | Acclaim        | Japonia · Statele Unite ale Americii · Uniunea Europeană |

## F
| Nume                                                        | An   | Dezvoltator            | Editor                | Lansat în regiunile                                      |
| ----------------------------------------------------------- | ---- | ---------------------- | --------------------- | -------------------------------------------------------- |
| F-1 World Grand Prix                                        | 1998 | Paradigm Entertainment | Video System          | Japonia · Statele Unite ale Americii · Uniunea Europeană |
| F-1 World Grand Prix II                                     | 2000 | Paradigm Entertainment | Video System          | Uniunea Europeană                                        |
| F-Zero X                                                    | 1998 | Nintendo               | Nintendo              | Japonia · Statele Unite ale Americii · Uniunea Europeană |
| F1 Pole Position 64                                         | 1997 | Human Entertainment    | Ubisoft               | Japonia · Statele Unite ale Americii · Uniunea Europeană |
| F1 Racing Championship                                      | 2000 | Ubisoft                | Ubisoft               | Uniunea Europeană                                        |
| Famisuta 64                                                 | 1997 | Namco                  | Namco                 | Japonia                                                  |
| FIFA '99                                                    | 1998 | Electronic Arts        | Electronic Arts       | Statele Unite ale Americii · Uniunea Europeană           |
| FIFA Road to World Cup '98                                  | 1997 | Electronic Arts        | Electronic Arts       | Japonia · Statele Unite ale Americii · Uniunea Europeană |
| FIFA Soccer 64                                              | 1997 | Electronic Arts        | Electronic Arts       | Statele Unite ale Americii · Uniunea Europeană           |
| Fighters Destiny                                            | 1998 | Imagineer              | Ocean                 | Japonia · Statele Unite ale Americii · Uniunea Europeană |
| Fighters Destiny 2                                          | 2000 | Imagineer              | SouthPeak Interactive | Japonia · Statele Unite ale Americii                     |
| Fighting Force 64                                           | 1999 | Core Design            | Crave Entertainment   | Statele Unite ale Americii · Uniunea Europeană           |
| Flying Dragon                                               | 1998 | Culture Brain          | Natsume               | Japonia · Statele Unite ale Americii                     |
| Forsaken 64                                                 | 1998 | Probe Entertainment    | Iguana UK             | Japonia · Statele Unite ale Americii · Uniunea Europeană |
| Fox Sports College Hoops '99                                | 1998 | Z-Axis                 | Fox Interactive       | Statele Unite ale Americii                               |
| Fushigi no Dungeon: Furai no Siren 2: Oni Shurai! Siren-jo! | 2000 | Chunsoft               | Chunsoft              | Japonia                                                  |

## G
| Nume                                                                | An   | Dezvoltator         | Editor              | Lansat în regiunile                                      |
| ------------------------------------------------------------------- | ---- | ------------------- | ------------------- | -------------------------------------------------------- |
| G.A.S.P!!: Fighter's NEXTream Deadly Arts in North America          | 1998 | Konami              | Konami              | Japonia · Statele Unite ale Americii · Uniunea Europeană |
| Goemon Mononoke Sugoroku                                            | 1998 | Konami              | Konami              | Japonia                                                  |
| Gauntlet Legends                                                    | 1998 | Atari Games         | Midway              | Japonia · Statele Unite ale Americii · Uniunea Europeană |
| Getter Love!!                                                       | 1998 | Hudson Soft         | Hudson Soft         | Japonia                                                  |
| Gex 3: Deep Cover Gecko                                             | 1998 | Gratuitous Games    | Crave Entertainment | Statele Unite ale Americii · Uniunea Europeană           |
| Gex 64                                                              | 1998 | Realtime Associates | Midway              | Statele Unite ale Americii · Uniunea Europeană           |
| Glover                                                              | 1998 | Interactive Studios | Hasbro Interactive  | Statele Unite ale Americii · Uniunea Europeană           |
| Goemon's Great Adventure Mystical Ninja 2 Starring Goemon în Europa | 1998 | Konami              | Konami              | Japonia · Statele Unite ale Americii · Uniunea Europeană |
| Golden Nugget 64                                                    | 1998 | Westwood Studios    | Electronic Arts     | Statele Unite ale Americii                               |
| GoldenEye 007                                                       | 1997 | Rare                | Nintendo            | Japonia · Statele Unite ale Americii · Uniunea Europeană |
| GT 64: Championship Edition                                         | 1998 | Imagineer           | Ocean               | Japonia · Statele Unite ale Americii · Uniunea Europeană |

## H
| Nume                                                                    | An   | Dezvoltator            | Editor          | Lansat în regiunile                                      |
| ----------------------------------------------------------------------- | ---- | ---------------------- | --------------- | -------------------------------------------------------- |
| Hamster Monogatari 64                                                   | 2001 | Culture Brain          | Culture Brain   | Japonia                                                  |
| Haruka Naru Augusta Masters '98                                         | 1997 | T&E Soft               | T&E Soft        | Japonia                                                  |
| Harvest Moon 64                                                         | 1999 | Toy Box Creative       | Natsume         | Japonia · Statele Unite ale Americii                     |
| Heiwa Pachinko World 64                                                 | 1997 | Shouei System          | Shouei System   | Japonia                                                  |
| Hercules: The Legendary Journeys                                        | 2000 | Player 1               | Titus Software  | Statele Unite ale Americii · Uniunea Europeană           |
| HeXen                                                                   | 1997 | Software Creations     | GT Interactive  | Japonia · Statele Unite ale Americii · Uniunea Europeană |
| Hey You, Pikachu!                                                       | 1998 | Ambrella               | Nintendo        | Japonia · Statele Unite ale Americii                     |
| Holy Magic Century Quest 64 in North America                            | 1999 | Imagineer              | Konami          | Japonia · Statele Unite ale Americii · Uniunea Europeană |
| Hot Wheels Turbo Racing                                                 | 1999 | Stormfront Studios     | Electronic Arts | Statele Unite ale Americii · Uniunea Europeană           |
| HSV Adventure Racing (Australia only) Beetle Adventure Racing elsewhere | 1999 | Paradigm Entertainment | Electronic Arts | Japonia · Statele Unite ale Americii · Uniunea Europeană |
| Hybrid Heaven                                                           | 1999 | Konami                 | Konami          | Japonia · Statele Unite ale Americii · Uniunea Europeană |
| Hydro Thunder                                                           | 2000 | Eurocom                | Midway          | Statele Unite ale Americii · Uniunea Europeană           |

## I
| Nume                                                                                 | An   | Dezvoltator             | Editor             | Lansat în regiunile                                      |
| ------------------------------------------------------------------------------------ | ---- | ----------------------- | ------------------ | -------------------------------------------------------- |
| Ide Yosuke no Mahjong Juku                                                           | 2000 | SETA                    | SETA               | Japonia                                                  |
| Iggy's Reckin' Balls                                                                 | 1998 | Iguana Entertainment    | Acclaim            | Japonia · Statele Unite ale Americii · Uniunea Europeană |
| In-Fisherman Bass Hunter 64                                                          | 1999 | Gear Head Entertainment | Take 2 Interactive | Statele Unite ale Americii · Uniunea Europeană           |
| Indiana Jones and the Infernal Machine                                               | 2000 | Factor 5                | LucasArts          | Statele Unite ale Americii · Uniunea Europeană           |
| Indy Racing 2000                                                                     | 2000 | Paradigm Entertainment  | Infogrames         | Statele Unite ale Americii                               |
| International Superstar Soccer '98                                                   | 1998 | Konami                  | Konami             | Japonia · Statele Unite ale Americii · Uniunea Europeană |
| International Superstar Soccer 2000                                                  | 1999 | Konami                  | Konami             | Japonia · Statele Unite ale Americii · Uniunea Europeană |
| International Superstar Soccer 64                                                    | 1996 | Konami                  | Konami             | Japonia · Statele Unite ale Americii · Uniunea Europeană |
| International Track & Field 2000 International Track & Field: Summer Games în Europa | 2000 | Konami                  | Konami             | Japonia · Statele Unite ale Americii · Uniunea Europeană |

## J
| Nume                                     | An   | Dezvoltator         | Editor              | Lansat în regiunile                                      |
| ---------------------------------------- | ---- | ------------------- | ------------------- | -------------------------------------------------------- |
| J-League Dynamite Soccer 64              | 1997 | Amax                | Imagineer           | Japonia                                                  |
| J-League Eleven Beat 1997                | 1997 | Hudson Soft         | Hudson Soft         | Japonia                                                  |
| J-League Live 64                         | 1997 | Electronic Arts     | Electronic Arts     | Japonia                                                  |
| J-League Tactics Soccer                  | 1999 | ASCII Entertainment | ASCII Entertainment | Japonia                                                  |
| Jango Simulation Mahjong-do 64           | 1998 | Konami              | Konami              | Japonia                                                  |
| Jeopardy!                                | 1998 | GameTek             | GameTek             | Statele Unite ale Americii                               |
| Jeremy McGrath Supercross 2000           | 2000 | Acclaim             | Acclaim             | Statele Unite ale Americii · Uniunea Europeană           |
| Jet Force Gemini                         | 1999 | Rare                | Nintendo            | Japonia · Statele Unite ale Americii · Uniunea Europeană |
| Jikkyo GI Stable                         | 1999 | Konami              | Konami              | Japonia                                                  |
| Jikkyo J-League: Perfect Striker         | 1996 | Konami              | Konami              | Japonia                                                  |
| Jikkyo J-League 1999: Perfect Striker 2  | 1999 | Konami              | Konami              | Japonia                                                  |
| Jikkyo Powerful Pro Yakyu 2000           | 2000 | Konami              | Konami              | Japonia                                                  |
| Jikkyo Powerful Pro Yakyu 4              | 1997 | Konami              | Konami              | Japonia                                                  |
| Jikkyo Powerful Pro Yakyu 5              | 1998 | Konami              | Konami              | Japonia                                                  |
| Jikkyo Powerful Pro Yakyu 6              | 1999 | Konami              | Konami              | Japonia                                                  |
| Jikkyo Powerful Pro Yakyu Basic-han 2001 | 2001 | Konami              | Konami              | Japonia                                                  |
| Jikkyo World Soccer 3                    | 1997 | Konami              | Konami              | Japonia                                                  |
| Jinsei Game 64                           | 1999 | Takara              | Takara              | Japonia                                                  |

## K
| Nume                           | An   | Dezvoltator             | Editor          | Lansat în regiunile                                      |
| ------------------------------ | ---- | ----------------------- | --------------- | -------------------------------------------------------- |
| Ken Griffey Jr.'s Slugfest     | 1999 | Angel Studios           | Nintendo        | Statele Unite ale Americii                               |
| Killer Instinct Gold           | 1996 | Rare                    | Nintendo        | Statele Unite ale Americii · Uniunea Europeană           |
| Kira to Kaiketsu! 64 Tanteidan | 1999 | Pandora Box             | Imagineer       | Japonia                                                  |
| Kirby 64: The Crystal Shards   | 2000 | HAL Laboratory          | Nintendo        | Japonia · Statele Unite ale Americii · Uniunea Europeană |
| Knife Edge: Nose Gunner        | 1998 | Kemco                   | Kemco           | Japonia · Statele Unite ale Americii · Uniunea Europeană |
| Knockout Kings 2000            | 1999 | Black Ops Entertainment | Electronic Arts | Statele Unite ale Americii · Uniunea Europeană           |
| Kobe Bryant in NBA Courtside   | 1998 | Left Field Productions  | Nintendo        | Statele Unite ale Americii · Uniunea Europeană           |

## L
| Nume                                                 | An   | Dezvoltator           | Editor      | Lansat în regiunile                                      |
| ---------------------------------------------------- | ---- | --------------------- | ----------- | -------------------------------------------------------- |
| Last Legion UX                                       | 1999 | Yuke's                | Hudson Soft | Japonia                                                  |
| The Legend of Zelda: Majora's Mask                   | 2000 | Nintendo              | Nintendo    | Japonia · Statele Unite ale Americii · Uniunea Europeană |
| The Legend of Zelda: Ocarina of Time                 | 1998 | Nintendo              | Nintendo    | Japonia · Statele Unite ale Americii · Uniunea Europeană |
| LEGO Racers                                          | 1999 | High Voltage Software | LEGO Media  | Statele Unite ale Americii · Uniunea Europeană           |
| Lode Runner 3-D                                      | 1999 | Big Bang              | Infogrames  | Japonia · Statele Unite ale Americii · Uniunea Europeană |
| Lylat Wars Star Fox 64 în America de Nord și Japonia | 1997 | Nintendo              | Nintendo    | Japonia · Statele Unite ale Americii · Uniunea Europeană |

## M
| Nume                                                                       | An   | Dezvoltator                 | Editor                | Lansat în regiunile                                      |
| -------------------------------------------------------------------------- | ---- | --------------------------- | --------------------- | -------------------------------------------------------- |
| Mace: The Dark Age                                                         | 1997 | Atari Games                 | Midway                | Statele Unite ale Americii · Uniunea Europeană           |
| Madden 64                                                                  | 1997 | Electronic Arts             | Electronic Arts       | Statele Unite ale Americii · Uniunea Europeană           |
| Madden NFL '99                                                             | 1999 | Electronic Arts             | Electronic Arts       | Statele Unite ale Americii                               |
| Madden NFL 2000                                                            | 1999 | Electronic Arts             | Electronic Arts       | Statele Unite ale Americii                               |
| Madden NFL 2001                                                            | 2000 | Electronic Arts             | Electronic Arts       | Statele Unite ale Americii                               |
| Madden NFL 2002                                                            | 2001 | Electronic Arts             | Electronic Arts       | Statele Unite ale Americii                               |
| Magical Tetris Challenge                                                   | 1999 | Capcom                      | Capcom                | Japonia · Statele Unite ale Americii · Uniunea Europeană |
| Mahjong 64                                                                 | 1997 | Chat Noir                   | Koei                  | Japonia                                                  |
| Mahjong Horoki Classic                                                     | 1997 | Imagineer                   | Imagineer             | Japonia                                                  |
| Mahjong Master                                                             | 1996 | Konami                      | Konami                | Japonia                                                  |
| Major League Baseball Featuring Ken Griffey, Jr.                           | 1998 | Angel Studios               | Nintendo              | Statele Unite ale Americii                               |
| Mario Golf                                                                 | 1999 | Camelot                     | Nintendo              | Japonia · Statele Unite ale Americii · Uniunea Europeană |
| Mario Kart 64                                                              | 1996 | Nintendo                    | Nintendo              | Japonia · Statele Unite ale Americii · Uniunea Europeană |
| Mario no Photopi                                                           | 1998 | Tokyo Electron              | Tokyo Electron        | Japonia                                                  |
| Mario Party                                                                | 1998 | Hudson Soft                 | Nintendo              | Japonia · Statele Unite ale Americii · Uniunea Europeană |
| Mario Party 2                                                              | 1999 | Hudson Soft                 | Nintendo              | Japonia · Statele Unite ale Americii · Uniunea Europeană |
| Mario Party 3                                                              | 2000 | Hudson Soft                 | Nintendo              | Japonia · Statele Unite ale Americii · Uniunea Europeană |
| Mario Tennis                                                               | 2000 | Camelot                     | Nintendo              | Japonia · Statele Unite ale Americii · Uniunea Europeană |
| Mega Man 64                                                                | 2000 | Capcom                      | Capcom                | Japonia · Statele Unite ale Americii                     |
| Mia Hamm 64 Soccer                                                         | 2000 | Silicon Dreams              | SouthPeak Interactive | Statele Unite ale Americii                               |
| Michael Owen's WLS 2000                                                    | 2000 | Silicon Dreams              | THQ                   | Uniunea Europeană                                        |
| Mickey's Speedway USA                                                      | 2000 | Rare                        | Nintendo              | Japonia · Statele Unite ale Americii · Uniunea Europeană |
| Micro Machines 64 Turbo                                                    | 1999 | Codemasters                 | Midway                | Statele Unite ale Americii · Uniunea Europeană           |
| Midway's Greatest Arcade Hits: Volume 1 Arcade's Greatest Hits 1 în Europa | 2000 | Digital Eclipse             | Midway                | Statele Unite ale Americii · Uniunea Europeană           |
| Mike Piazza's Strike Zone                                                  | 1998 | Devil's Thumb Entertainment | GT Interactive        | Statele Unite ale Americii                               |
| Milo's Astro Lanes                                                         | 1998 | Player 1                    | Crave Entertainment   | Statele Unite ale Americii · Uniunea Europeană           |
| Mischief Makers                                                            | 1997 | Treasure                    | Nintendo              | Japonia · Statele Unite ale Americii · Uniunea Europeană |
| Mission: Impossible                                                        | 1998 | Infogrames                  | Ocean                 | Statele Unite ale Americii · Uniunea Europeană           |
| Monaco Grand Prix Racing Simulation 2; Monaco Grand Prix în Europa         | 1999 | Ubisoft                     | Ubisoft               | Statele Unite ale Americii · Uniunea Europeană           |
| Monopoly                                                                   | 1999 | Mind's Eye                  | Hasbro Interactive    | Statele Unite ale Americii                               |
| Monster Truck Madness 64                                                   | 1999 | Edge of Reality             | Rockstar Games        | Statele Unite ale Americii · Uniunea Europeană           |
| Morita Shogi 64                                                            | 1998 | SETA                        | SETA                  | Japonia                                                  |
| Mortal Kombat 4                                                            | 1998 | Eurocom                     | Midway                | Statele Unite ale Americii · Uniunea Europeană           |
| Mortal Kombat Mythologies: Sub-Zero                                        | 1997 | Avalanche Software          | Midway                | Statele Unite ale Americii · Uniunea Europeană           |
| Mortal Kombat Trilogy                                                      | 1996 | Midway                      | Midway                | Statele Unite ale Americii · Uniunea Europeană           |
| Ms. Pac-Man Maze Madness                                                   | 2000 | Mass Media                  | Namco                 | Statele Unite ale Americii                               |
| Multi-Racing Championship                                                  | 1997 | Genki                       | Ocean                 | Japonia · Statele Unite ale Americii · Uniunea Europeană |
| Mystical Ninja Starring Goemon                                             | 1997 | Konami                      | Konami                | Japonia · Statele Unite ale Americii · Uniunea Europeană |
| Mystical Ninja 2 Starring Goemon Goemon's Great Adventure in North America | 1999 | Konami                      | Konami                | Japonia · Statele Unite ale Americii · Uniunea Europeană |

## N
| Nume                                          | An   | Dezvoltator                 | Editor          | Lansat în regiunile                                      |
| --------------------------------------------- | ---- | --------------------------- | --------------- | -------------------------------------------------------- |
| Nagano Winter Olympics '98                    | 1997 | Konami                      | Konami          | Japonia · Statele Unite ale Americii · Uniunea Europeană |
| Namco Museum 64                               | 1999 | Mass Media                  | Namco           | Statele Unite ale Americii                               |
| NASCAR '99                                    | 1998 | Stormfront Studios          | Electronic Arts | Statele Unite ale Americii                               |
| NASCAR 2000                                   | 1999 | Stormfront Studios          | Electronic Arts | Statele Unite ale Americii                               |
| NBA Courtside 2: Featuring Kobe Bryant        | 1999 | Left Field Productions      | Nintendo        | Statele Unite ale Americii                               |
| NBA Hangtime                                  | 1997 | Midway                      | Midway          | Statele Unite ale Americii · Uniunea Europeană           |
| NBA In The Zone '98 NBA Pro '98 în Europa     | 1998 | Konami                      | Konami          | Japonia · Statele Unite ale Americii · Uniunea Europeană |
| NBA In The Zone '99 NBA Pro '99 în Europa     | 1999 | Konami                      | Konami          | Japonia · Statele Unite ale Americii · Uniunea Europeană |
| NBA In The Zone 2000                          | 2000 | Konami                      | Konami          | Statele Unite ale Americii · Uniunea Europeană           |
| NBA Jam '99                                   | 1998 | Iguana Entertainment        | Acclaim         | Statele Unite ale Americii · Uniunea Europeană           |
| NBA Jam 2000                                  | 1999 | Iguana Entertainment        | Acclaim         | Statele Unite ale Americii · Uniunea Europeană           |
| NBA Live '99                                  | 1998 | NuFX                        | Electronic Arts | Statele Unite ale Americii · Uniunea Europeană           |
| NBA Live 2000                                 | 1999 | NuFX                        | Electronic Arts | Statele Unite ale Americii · Uniunea Europeană           |
| NBA Showtime NBA on NBC                       | 1999 | Eurocom                     | Midway          | Statele Unite ale Americii                               |
| Neon Genesis Evangelion 64                    | 1999 | BEC                         | Bandai          | Japonia                                                  |
| The New Tetris                                | 1999 | H2O Entertainment           | Nintendo        | Statele Unite ale Americii · Uniunea Europeană           |
| NFL Blitz                                     | 1998 | Midway                      | Midway          | Statele Unite ale Americii                               |
| NFL Blitz 2000                                | 1999 | Midway                      | Midway          | Statele Unite ale Americii                               |
| NFl Blitz 2001                                | 2000 | Point of View               | Midway          | Statele Unite ale Americii                               |
| NFL Blitz Special Edition                     | 2001 | Point of View               | Midway          | Statele Unite ale Americii                               |
| NFL Quarterback Club '98                      | 1997 | Iguana Entertainment        | Acclaim         | Statele Unite ale Americii · Uniunea Europeană           |
| NFL Quarterback Club '99                      | 1998 | Iguana Entertainment        | Acclaim         | Statele Unite ale Americii · Uniunea Europeană           |
| NFL Quarterback Club 2000                     | 1999 | Iguana Entertainment        | Acclaim         | Statele Unite ale Americii · Uniunea Europeană           |
| NFL Quarterback Club 2001                     | 2000 | High Voltage Software       | Acclaim         | Statele Unite ale Americii                               |
| NHL '99                                       | 1998 | MBL Research                | Electronic Arts | Statele Unite ale Americii · Uniunea Europeană           |
| NHL Blades of Steel '99 NHL Pro '99 în Europa | 1999 | Konami                      | Konami          | Japonia · Statele Unite ale Americii · Uniunea Europeană |
| NHL Breakaway '98                             | 1998 | Iguana Entertainment        | Acclaim         | Statele Unite ale Americii · Uniunea Europeană           |
| NHL Breakaway '99                             | 1998 | Iguana Entertainment        | Acclaim         | Statele Unite ale Americii                               |
| NHL Pro 99                                    | 1999 | Konami                      | Konami          | Uniunea Europeană                                        |
| Nightmare Creatures                           | 1998 | Kallisto Technologies       | Activision      | Statele Unite ale Americii                               |
| Nintama Rantaro 64 Game Gallery               | 2000 | Culture Brain               | Culture Brain   | Japonia                                                  |
| Nuclear Strike 64                             | 1999 | Pacific Coast Power & Light | THQ             | Statele Unite ale Americii · Uniunea Europeană           |
| Nushi Tsuri 64                                | 1998 | Pack-In Video               | Pack-In Video   | Japonia                                                  |
| Nushi Tsuri 64: Shiokaze ni Notte             | 2000 | VIS Interactive             | VIS Interactive | Japonia                                                  |

## O
| Nume                                     | An   | Dezvoltator        | Editor    | Lansat în regiunile                                      |
| ---------------------------------------- | ---- | ------------------ | --------- | -------------------------------------------------------- |
| Off Road Challenge                       | 1998 | Avalanche Software | Midway    | Statele Unite ale Americii · Uniunea Europeană           |
| Ogre Battle 64: Person of Lordly Caliber | 1999 | Quest              | Atlus     | Japonia · Statele Unite ale Americii                     |
| Olympic Hockey Nagano '98                | 1998 | Treyarch           | Midway    | Japonia · Statele Unite ale Americii · Uniunea Europeană |
| Onegai Monster                           | 1999 | Bottom Up          | Bottom Up | Japonia                                                  |

## P
| Nume                                                    | An   | Dezvoltator            | Editor                | Lansat în regiunile                                      |
| ------------------------------------------------------- | ---- | ---------------------- | --------------------- | -------------------------------------------------------- |
| Pachinko 365 Nichi                                      | 1998 | SETA                   | SETA                  | Japonia                                                  |
| Paper Mario                                             | 2000 | Intelligent Systems    | Nintendo              | Japonia · Statele Unite ale Americii · Uniunea Europeană |
| Paperboy 64                                             | 1999 | High Voltage Software  | Midway                | Statele Unite ale Americii · Uniunea Europeană           |
| Parlor! Pro 64: Pachinko Jikki Simulation               | 1999 | Nihon Telenet          | Nihon Telenet         | Japonia                                                  |
| PD Ultraman Battle Collection 64                        | 1999 | Bandai                 | Bandai                | Japonia                                                  |
| Penny Racers                                            | 1999 | Takara                 | THQ                   | Japonia · Statele Unite ale Americii · Uniunea Europeană |
| Perfect Dark                                            | 2000 | Rare                   | Nintendo              | Japonia · Statele Unite ale Americii · Uniunea Europeană |
| PGA European Tour                                       | 2000 | Infogrames             | Infogrames            | Statele Unite ale Americii · Uniunea Europeană           |
| Pilotwings 64                                           | 1996 | Paradigm Entertainment | Nintendo              | Japonia · Statele Unite ale Americii · Uniunea Europeană |
| Pocket Monster Stadium                                  | 1998 | Nintendo               | Nintendo              | Japonia                                                  |
| Pokémon Puzzle League                                   | 2000 | Nintendo               | Nintendo              | Statele Unite ale Americii · Uniunea Europeană           |
| Pokémon Snap                                            | 1999 | HAL Laboratory         | Nintendo              | Japonia · Statele Unite ale Americii · Uniunea Europeană |
| Pokémon Stadium                                         | 1999 | Nintendo               | Nintendo              | Japonia · Statele Unite ale Americii · Uniunea Europeană |
| Pokémon Stadium 2                                       | 2000 | Nintendo               | Nintendo              | Japonia · Statele Unite ale Americii · Uniunea Europeană |
| Polaris SnoCross                                        | 2000 | Vicarious Visions      | Vatical Entertainment | Statele Unite ale Americii                               |
| Power League 64                                         | 1997 | Hudson Soft            | Hudson Soft           | Japonia                                                  |
| Power Rangers Lightspeed Rescue                         | 2000 | Mass Media             | THQ                   | Statele Unite ale Americii · Uniunea Europeană           |
| Powerpuff Girls: Chemical X-traction                    | 2001 | VIS Interactive        | BAM! Entertainment    | Statele Unite ale Americii                               |
| Premier Manager 64                                      | 1999 | Gremlin Interactive    | Gremlin Interactive   | Japonia                                                  |
| Pro Mahjong Kiwame 64                                   | 1997 | Athena                 | Athena                | Japonia                                                  |
| Pro Shinan Mahjong Tsuwamono 64: Janso Battle ni Chosen | 1999 | Culture Brain          | Culture Brain         | Japonia                                                  |
| Puyo Puyo Sun 64                                        | 1997 | Compile                | Compile               | Japonia                                                  |
| Puyo Puyo Party                                         | 1999 | Compile                | Compile               | Japonia                                                  |

## Q
| Nume                                  | An   | Dezvoltator        | Editor     | Lansat în regiunile                                      |
| ------------------------------------- | ---- | ------------------ | ---------- | -------------------------------------------------------- |
| Quake 64                              | 1998 | Midway             | Midway     | Statele Unite ale Americii · Uniunea Europeană           |
| Quake II                              | 1999 | Raster Productions | Activision | Statele Unite ale Americii · Uniunea Europeană           |
| Quest 64 Holy Magic Century în Europa | 1999 | Imagineer          | THQ        | Japonia · Statele Unite ale Americii · Uniunea Europeană |

## R
| Nume                                                     | An   | Dezvoltator                 | Editor                  | Lansat în regiunile                                      |
| -------------------------------------------------------- | ---- | --------------------------- | ----------------------- | -------------------------------------------------------- |
| Rainbow Six                                              | 1999 | Saffire                     | Red Storm Entertainment | Statele Unite ale Americii · Uniunea Europeană           |
| Rakuga Kids                                              | 1998 | Konami                      | Konami                  | Japonia · Uniunea Europeană                              |
| Rally '99                                                | 1998 | Genki                       | Imagineer               | Japonia                                                  |
| Rally Challenge 2000                                     | 1999 | Genki                       | SouthPeak Interactive   | Japonia · Statele Unite ale Americii                     |
| Rampage 2: Universal Tour                                | 1999 | Avalanche Software          | Midway                  | Statele Unite ale Americii · Uniunea Europeană           |
| Rampage World Tour                                       | 1998 | Saffire                     | Midway                  | Statele Unite ale Americii · Uniunea Europeană           |
| Rat Attack!                                              | 2000 | Pure Entertainment          | Mindscape               | Statele Unite ale Americii · Uniunea Europeană           |
| Rayman 2: The Great Escape                               | 1999 | Ubisoft                     | Ubisoft                 | Japonia · Statele Unite ale Americii · Uniunea Europeană |
| Razor Freestyle Scooter                                  | 2001 | Titanium Studios            | Crave Entertainment     | Statele Unite ale Americii                               |
| Re-Volt                                                  | 1999 | Acclaim                     | Acclaim                 | Statele Unite ale Americii · Uniunea Europeană           |
| Ready 2 Rumble Boxing                                    | 1999 | Point of View               | Midway                  | Statele Unite ale Americii · Uniunea Europeană           |
| Ready 2 Rumble Boxing: Round 2                           | 2000 | Point of View               | Midway                  | Statele Unite ale Americii                               |
| Resident Evil 2                                          | 1999 | Angel Studios               | Capcom                  | Japonia · Statele Unite ale Americii · Uniunea Europeană |
| Ridge Racer 64                                           | 2000 | Nintendo                    | Nintendo                | Statele Unite ale Americii · Uniunea Europeană           |
| Road Rash 64                                             | 1999 | Pacific Coast Power & Light | THQ                     | Statele Unite ale Americii · Uniunea Europeană           |
| Roadsters                                                | 1999 | Titus Software              | Titus Software          | Statele Unite ale Americii · Uniunea Europeană           |
| Robot Ponkottsu 64: Nanatsu no Umi no Caramel            | 1999 | Red                         | Hudson Soft             | Japonia                                                  |
| Robotron 64                                              | 1998 | Player 1                    | Crave Entertainment     | Statele Unite ale Americii · Uniunea Europeană           |
| Rocket: Robot on Wheels                                  | 1999 | Sucker Punch                | Ubisoft                 | Statele Unite ale Americii · Uniunea Europeană           |
| Rugrats in Paris: The Movie                              | 2000 | Avalanche Software          | THQ                     | Statele Unite ale Americii · Uniunea Europeană           |
| Rugrats: Scavenger Hunt Rugrats: Treasure Hunt în Europa | 1999 | Realtime Associates         | THQ                     | Statele Unite ale Americii · Uniunea Europeană           |
| Rush 2: Extreme Racing USA                               | 1998 | Atari Games                 | Midway                  | Statele Unite ale Americii · Uniunea Europeană           |

## S
| Nume                                                       | An   | Dezvoltator                     | Editor             | Lansat în regiunile                                      |
| ---------------------------------------------------------- | ---- | ------------------------------- | ------------------ | -------------------------------------------------------- |
| S.C.A.R.S.                                                 | 1999 | Vivid Image                     | Ubisoft            | Statele Unite ale Americii · Uniunea Europeană           |
| Saikyo Habu Shogi                                          | 1996 | SETA                            | SETA               | Japonia                                                  |
| San Francisco Rush                                         | 1997 | Atari Games                     | Midway             | Statele Unite ale Americii · Uniunea Europeană           |
| San Francisco Rush 2049                                    | 2000 | Atari Games                     | Midway             | Statele Unite ale Americii · Uniunea Europeană           |
| Scooby Doo! Classic Creep Capers                           | 2000 | Terra Glyph Interactive Studios | THQ                | Statele Unite ale Americii                               |
| SD Hiryu no Ken Densetsu                                   | 1999 | Culture Brain                   | Culture Brain      | Japonia                                                  |
| Shadow Man                                                 | 1999 | Acclaim                         | Acclaim            | Statele Unite ale Americii · Uniunea Europeană           |
| Shadowgate 64: Trials of the Four Towers                   | 1999 | Infinite Ventures               | Kemco              | Japonia · Statele Unite ale Americii · Uniunea Europeană |
| Shigesato Itoi's No. 1 Bass Fishing: Definitive Edition    | 2000 | HAL Laboratory                  | Nintendo           | Japonia                                                  |
| Shin Nihon Pro Wrestling Tokon Hono: Brave Spirits         | 1998 | Yuke's                          | Hudson Soft        | Japonia                                                  |
| Shin Nihon Pro Wrestling Tokon Hono 2: The Next Generation | 1998 | Yuke's                          | Hudson Soft        | Japonia                                                  |
| SimCity 2000                                               | 1998 | Genki                           | Imagineer          | Japonia                                                  |
| Sin and Punishment: Successor of the Earth                 | 2000 | Treasure                        | Nintendo           | Japonia                                                  |
| Snowboard Kids                                             | 1997 | Racdym                          | Atlus              | Japonia · Statele Unite ale Americii · Uniunea Europeană |
| Snowboard Kids 2                                           | 1999 | Racdym                          | Atlus              | Japonia · Statele Unite ale Americii                     |
| Snow Speeder                                               | 1998 | Imagineer                       | Imagineer          | Japonia                                                  |
| South Park                                                 | 1998 | Iguana Entertainment            | Acclaim            | Statele Unite ale Americii · Uniunea Europeană           |
| South Park Rally                                           | 2000 | Tantalus Interactive            | Acclaim            | Statele Unite ale Americii · Uniunea Europeană           |
| South Park: Chef's Luv Shack                               | 1999 | Iguana Entertainment            | Acclaim            | Statele Unite ale Americii · Uniunea Europeană           |
| Space Invaders                                             | 1999 | Z-Axis                          | Activision         | Statele Unite ale Americii                               |
| Space Station Silicon Valley                               | 1998 | DMA Design                      | Take 2 Interactive | Japonia · Statele Unite ale Americii · Uniunea Europeană |
| Spider-Man                                                 | 2000 | Edge of Reality                 | Activision         | Statele Unite ale Americii                               |
| Star Fox 64 Lylat Wars în Europa                           | 1997 | Nintendo                        | Nintendo           | Japonia · Statele Unite ale Americii · Uniunea Europeană |
| Star Soldier: Vanishing Earth                              | 1998 | Hudson Soft                     | Hudson Soft        | Japonia · Statele Unite ale Americii                     |
| Star Wars: Episode I: Battle for Naboo                     | 2000 | Factor 5                        | LucasArts          | Statele Unite ale Americii · Uniunea Europeană           |
| Star Wars: Episode I Racer                                 | 1999 | LucasArts                       | Nintendo           | Japonia · Statele Unite ale Americii · Uniunea Europeană |
| Star Wars: Rogue Squadron                                  | 1998 | Factor 5                        | LucasArts          | Japonia · Statele Unite ale Americii · Uniunea Europeană |
| Star Wars: Shadows of the Empire                           | 1996 | LucasArts                       | Nintendo           | Japonia · Statele Unite ale Americii · Uniunea Europeană |
| Starcraft 64                                               | 2000 | Mass Media                      | Nintendo           | Statele Unite ale Americii · Uniunea Europeană           |
| Starshot: Space Circus Fever                               | 1999 | Infogrames                      | Infogrames         | Statele Unite ale Americii · Uniunea Europeană           |
| Stunt Racer 64                                             | 2000 | Boss Game Studios               | Midway             | Statele Unite ale Americii                               |
| Super B-Daman Battle Phoenix 64                            | 1998 | Hudson Soft                     | Hudson Soft        | Japonia                                                  |
| Super Bowling                                              | 2000 | Athena                          | UFO Interactive    | Japonia · Statele Unite ale Americii                     |
| Super Mario 64                                             | 1996 | Nintendo                        | Nintendo           | Japonia · Statele Unite ale Americii · Uniunea Europeană |
| Super Robot Spirits                                        | 1998 | Banpresto                       | Banpresto          | Japonia                                                  |
| Super Robot Taisen 64                                      | 1999 | Banpresto                       | Banpresto          | Japonia                                                  |
| Super Smash Bros.                                          | 1999 | HAL Laboratory                  | Nintendo           | Japonia · Statele Unite ale Americii · Uniunea Europeană |
| Supercross 2000                                            | 1999 | MBL Research                    | Electronic Arts    | Statele Unite ale Americii · Uniunea Europeană           |
| Superman 64                                                | 1999 | Titus Software                  | Titus Software     | Statele Unite ale Americii · Uniunea Europeană           |
| Susume! Taisen Puzzle Dama: Tokon! Marutama Cho            | 1998 | Konami                          | Konami             | Japonia                                                  |

## T
| Nume                                                       | An   | Dezvoltator                 | Editor                | Lansat în regiunile                                      |
| ---------------------------------------------------------- | ---- | --------------------------- | --------------------- | -------------------------------------------------------- |
| Taz Express                                                | 2000 | Zed Two                     | Infogrames            | Uniunea Europeană                                        |
| Tetris 64                                                  | 1998 | Amtex                       | SETA                  | Japonia                                                  |
| Tetrisphere                                                | 1997 | H2O Entertainment           | Nintendo              | Statele Unite ale Americii · Uniunea Europeană           |
| Tom & Jerry in Fists of Furry                              | 2000 | VIS Interactive             | NewKidCo              | Statele Unite ale Americii · Uniunea Europeană           |
| Tonic Trouble                                              | 1999 | Ubisoft                     | Ubisoft               | Statele Unite ale Americii · Uniunea Europeană           |
| Tony Hawk's Pro Skater Tony Hawk's Skateboarding în Europa | 2000 | Edge of Reality             | Activision            | Statele Unite ale Americii · Uniunea Europeană           |
| Tony Hawk's Pro Skater 2                                   | 2001 | Edge of Reality             | Activision            | Statele Unite ale Americii · Uniunea Europeană           |
| Tony Hawk's Pro Skater 3                                   | 2002 | Edge of Reality             | Activision            | Statele Unite ale Americii                               |
| Top Gear Hyper Bike                                        | 2000 | Snowblind Studios           | Kemco                 | Japonia · Statele Unite ale Americii                     |
| Top Gear Overdrive                                         | 1998 | Snowblind Studios           | Kemco                 | Japonia · Statele Unite ale Americii · Uniunea Europeană |
| Top Gear Rally                                             | 1997 | Boss Game Studios           | Midway                | Japonia · Statele Unite ale Americii · Uniunea Europeană |
| Top Gear Rally 2                                           | 1999 | Saffire                     | Kemco                 | Japonia · Statele Unite ale Americii · Uniunea Europeană |
| Toy Story 2: Buzz Lightyear to the Rescue                  | 1999 | Traveller's Tales           | Activision            | Statele Unite ale Americii · Uniunea Europeană           |
| Transformers: Beast Wars Transmetals                       | 2000 | Pacific Coast Power & Light | BAM! Entertainment    | Japonia · Statele Unite ale Americii                     |
| Triple Play 2000                                           | 1999 | Treyarch                    | Electronic Arts       | Statele Unite ale Americii                               |
| Turok: Dinosaur Hunter                                     | 1997 | Iguana Entertainment        | Acclaim Entertainment | Japonia · Statele Unite ale Americii · Uniunea Europeană |
| Turok 2: Seeds of Evil                                     | 1998 | Iguana Entertainment        | Acclaim Entertainment | Japonia · Statele Unite ale Americii · Uniunea Europeană |
| Turok 3: Shadows of Oblivion                               | 2000 | Iguana Entertainment        | Acclaim Entertainment | Statele Unite ale Americii · Uniunea Europeană           |
| Turok: Rage Wars                                           | 1999 | Iguana Entertainment        | Acclaim Entertainment | Statele Unite ale Americii · Uniunea Europeană           |
| Twisted Edge Snowboarding                                  | 1998 | Boss Game Studios           | Midway                | Japonia · Statele Unite ale Americii · Uniunea Europeană |

## U
| Nume                                                  | An   | Dezvoltator | Editor      | Lansat în regiunile |
| ----------------------------------------------------- | ---- | ----------- | ----------- | ------------------- |
| Ucchannanchan no Hono no Challenge: Denryu Ira Ira Bo | 1997 | Yuke's      | Hudson Soft | Japonia             |

## V
| Nume                                | An   | Dezvoltator    | Editor              | Lansat în regiunile                                      |
| ----------------------------------- | ---- | -------------- | ------------------- | -------------------------------------------------------- |
| V-Rally Edition '99                 | 1999 | Eden Games     | Infogrames          | Japonia · Statele Unite ale Americii · Uniunea Europeană |
| Vigilante 8                         | 1999 | Luxoflux       | Activision          | Statele Unite ale Americii · Uniunea Europeană           |
| Vigilante 8: Second Offense         | 2000 | Luxoflux       | Activision          | Statele Unite ale Americii · Uniunea Europeană           |
| Virtual Chess 64                    | 1998 | Titus Software | Titus Software      | Statele Unite ale Americii · Uniunea Europeană           |
| Virtual Pool 64                     | 1998 | Celeris        | Crave Entertainment | Statele Unite ale Americii · Uniunea Europeană           |
| Virtual Pro Wrestling 2: Odo Keisho | 2000 | AKI            | Asmik Ace           | Japonia                                                  |
| Virtual Pro Wrestling 64            | 1997 | AKI            | Asmik Ace           | Japonia                                                  |

## W
| Nume                                     | An   | Dezvoltator                  | Editor          | Lansat în regiunile                                      |
| ---------------------------------------- | ---- | ---------------------------- | --------------- | -------------------------------------------------------- |
| Waialae Country Club: True Golf Classics | 1997 | T&E Soft                     | Nintendo        | Japonia · Statele Unite ale Americii · Uniunea Europeană |
| War Gods                                 | 1997 | Eurocom                      | Midway          | Statele Unite ale Americii · Uniunea Europeană           |
| Wave Race 64: Kawasaki Jet Ski           | 1996 | Nintendo                     | Nintendo        | Japonia · Statele Unite ale Americii · Uniunea Europeană |
| Wayne Gretzky's 3D Hockey                | 1996 | William's Entertainment      | Midway          | Japonia · Statele Unite ale Americii · Uniunea Europeană |
| Wayne Gretzky's 3D Hockey '98            | 1997 | Software Creations Cartridge | Midway          | Statele Unite ale Americii                               |
| WCW Backstage Assault                    | 2000 | Kodiak Interactive           | Electronic Arts | Statele Unite ale Americii                               |
| WCW Mayhem                               | 1999 | Kodiak Interactive           | Electronic Arts | Statele Unite ale Americii · Uniunea Europeană           |
| WCW Nitro                                | 1999 | Inland Productions           | THQ             | Statele Unite ale Americii                               |
| WCW vs. nWo: World Tour                  | 1997 | AKI                          | THQ             | Statele Unite ale Americii · Uniunea Europeană           |
| WCW/nWo Revenge                          | 1998 | AKI                          | THQ             | Statele Unite ale Americii · Uniunea Europeană           |
| Wetrix                                   | 1998 | Zed Two                      | Ocean           | Japonia · Statele Unite ale Americii · Uniunea Europeană |
| Wheel of Fortune                         | 1997 | Gametek                      | Gametek         | Statele Unite ale Americii                               |
| WinBack                                  | 1999 | Omega Force                  | Koei            | Japonia · Statele Unite ale Americii · Uniunea Europeană |
| Winnie the Pooh: Tigger's Honey Hunt     | 2000 | Doki Denki Studio            | NewKidCo        | Statele Unite ale Americii · Uniunea Europeană           |
| Wipeout 64                               | 1998 | Psygnosis                    | Midway          | Statele Unite ale Americii · Uniunea Europeană           |
| Wonder Project J2                        | 1996 | Givro                        | Enix            | Japonia                                                  |
| World Cup 98                             | 1998 | Electronic Arts              | Electronic Arts | Statele Unite ale Americii · Uniunea Europeană           |
| World Driver Championship                | 1999 | Boss Game Studios            | Midway          | Statele Unite ale Americii · Uniunea Europeană           |
| The World Is Not Enough                  | 2000 | Eurocom                      | Electronic Arts | Statele Unite ale Americii · Uniunea Europeană           |
| Worms Armageddon                         | 2000 | Infogrames                   | Infogrames      | Statele Unite ale Americii · Uniunea Europeană           |
| WWF Attitude                             | 1999 | Iguana Entertainment         | Acclaim         | Statele Unite ale Americii · Uniunea Europeană           |
| WWF No Mercy                             | 2000 | AKI                          | THQ             | Statele Unite ale Americii · Uniunea Europeană           |
| WWF War Zone                             | 1998 | Iguana Entertainment         | Acclaim         | Statele Unite ale Americii · Uniunea Europeană           |
| WWF WrestleMania 2000                    | 1999 | AKI                          | THQ             | Japonia · Statele Unite ale Americii · Uniunea Europeană |

## X
| Nume                                         | An   | Dezvoltator | Editor         | Lansat în regiunile                            |
| -------------------------------------------- | ---- | ----------- | -------------- | ---------------------------------------------- |
| Xena: Warrior Princess: The Talisman of Fate | 1999 | Saffire     | Titus Software | Statele Unite ale Americii · Uniunea Europeană |

## Y
| Nume                      | An   | Dezvoltator | Editor   | Lansat în regiunile                                      |
| ------------------------- | ---- | ----------- | -------- | -------------------------------------------------------- |
| Yakochu II: Satsujin Koro | 1999 | Athena      | Athena   | Japonia                                                  |
| Yoshi's Story             | 1997 | Nintendo    | Nintendo | Japonia · Statele Unite ale Americii · Uniunea Europeană |

## Z
| Nume                       | An   | Dezvoltator | Editor    | Lansat în regiunile |
| -------------------------- | ---- | ----------- | --------- | ------------------- |
| Zool: Maju Tsukai Densetsu | 1999 | Pandora Box | Imagineer | Japonia             |